# Dombila
Dombila es una localidad y comuna del círculo de Kati, región de Kulikoró, Malí. Su población era de 3.506 habitantes en 2009.